# Mari Motohashi
Mari Motohashi –en japonés, 本橋麻里, Motohashi Mari– (Tokoro, 10 de junio de 1986) es una deportista japonesa que compite en curling.
Participó en tres Juegos Olímpicos de Invierno, obteniendo una medalla de bronce en Pyeongchang 2018, el séptimo lugar en Turín 2006 y el octavo en Vancouver 2010. Ganó una medalla de plata en el Campeonato Mundial de Curling Femenino de 2016.

## Palmarés internacional
| Juegos Olímpicos   | Juegos Olímpicos            | Juegos Olímpicos  | Juegos Olímpicos |
| Año                | Lugar                       | Medalla           | Prueba           |
| ------------------ | --------------------------- | ----------------- | ---------------- |
| 2018               | Pyeongchang (Corea del Sur) | Medalla de bronce | Equipo           |
| Campeonato Mundial |                             |                   |                  |
| Año                | Lugar                       | Medalla           | Prueba           |
| 2016               | Swift Current (Canadá)      | Medalla de plata  | Equipo           |